# Apterepilissus ovalis
Apterepilissus ovalis är en skalbaggsart som beskrevs av Felsche 1911. Apterepilissus ovalis ingår i släktet Apterepilissus och familjen bladhorningar. Inga underarter finns listade.